# The Madwoman of Central Park West
The Madwoman of Central Park West  (La pazza di Central Park West) è un musical semi-autobiografico basato su un libro di Arthur Laurents e Phyllis Newman e canzoni di vari compositori e parolieri. Si concentra sulle difficoltà affrontate da un'attrice ormai anziana che cerca di bilanciare la sua carriera con la sua vita di moglie e madre.
Tra quelli le cui canzoni sono incluse nella produzione figurano Peter Allen, Leonard Bernstein, Jerry Bock, Martin Charnin, Betty Comden, Fred Ebb, Adolph Green, Sheldon Harnick, John Kander, Edward Kleban, Barry Manilow, Joe Raposo, Mary Rodgers, Carole Bayer Sager e Stephen Sondheim.

## Produzioni
Con il titolo My Mother Was a Fortune-Teller (Mia madre era una cartomante) e interpretato dalla Newman, fondamentalmente come se stessa, in origine era diretto da Laurents all'Hudson Guild Theatre. Leggermente rivisto e con un nuovo titolo, si trasferì a Latin Quarter, un nightclub nel 1979 ribattezzato 22 Steps, dove, dopo 15 anteprime, debuttò il 13 giugno 1979 e chiuse il 25 agosto dopo 85 spettacoli.
La produzione aveva le scene di Phillip Jung, i costumi di Theoni V. Aldredge, le luci di Ken Billington, il suono di Abe Jacob e la direzione musicale di Herbert Kaplan.

## Numeri musicali
Fonte informazioni:
My Mother Was a Fortune Teller

Cheerleader

What Makes Me Love HIm?

Don't Laugh

Women's Medley

Up! Up! Up! - Reprise

Better

Copacabana

My New Friends

A song of lists»
Mia madre era una cartomante

Cheerleader

Cosa me lo fa amare?

Non ridere

Medley delle donne

Su! Su! Su! - Ripresa

Meglio

Copacabana

I miei nuovi amici

Una canzone del repertorio»

## Accoglienza della critica
Nella sua recensione per il New York, John Simon lo ha descritto come "al di sopra di tutto imbarazzante" e ha definito la scrittura "uniformemente debole". Pensava che le canzoni interpolate "non fossero gran cosa" e aggiunse: "[Anche] se Miss Newman è una commediante musicale talentuosa, non può farne più di quello che sono". Ha elogiato "un miscuglio di vecchie canzoni che glorificano la donna come oggetto sessuale o delle schiave domestiche, che lei interpreta con un delizioso brio satirico".
Richard Eder, in una recensione per il New York Times ha scritto: "La performance di Miss Newman è per lo più buona e talvolta abbastanza affascinante, anche se manca di un sapore particolarmente caratteristico. Il problema è con il personaggio che interpreta: una nevrotica, benestante newyorkese combattuta tra il dover affrontare il marito e i suoi due figli e riprendere la sua carriera nel mondo dello spettacolo... La parte migliore della serata arriva quando Miss Newman si allontana dal suo personaggio tiepido ed entra in un meraviglioso miscuglio di canzoni dello spettacolo, che ritraggono tutte donne in vari modi accondiscendenti... "

## Incisioni
Dodici dei numeri musicali sono stati registrati e pubblicati dalla DRG Records.